# Адмиралтейская (станция метро, Невско-Василеостровская линия)
«Адмиралте́йская» — планируемая станция Петербургского метрополитена. В случае реализации проекта будет располагаться на Невско-Василеостровской линии между станциями «Гостиный двор» и «Василеостровская» и иметь переход на действующую станцию «Адмиралтейская» Фрунзенско-Приморской линии.
Первоначально станция входила в проект первого пускового участка Невско-Василеостровской линии, вестибюль должен был располагаться на углу улицы Гоголя и Кирпичного переулка. Однако в целях ускорения строительства всей линии из проекта был исключен ряд станций, в том числе и «Адмиралтейская». «Концепция развития метрополитена и других видов скоростного внеуличного транспорта в Санкт-Петербурге на период до 2030 года» не предусматривает строительство станции в период до 2030 года.
Технического проекта станции пока не существует, но есть предположения, что станция будет односводчатой.
В данном месте тоннели Невско-Василеостровской линии имеют прямой участок, который допускается преобразовать в полноценную станцию. Однако строительство станции без прекращения движения на перегоне «Гостиный двор» — «Василеостровская» невозможно, так как при его проходке не было оставлено никаких заделов (как замечает главный инженер проекта станции «Адмиралтейская» Фрунзенско-Приморской линии Владимир Марков, в Московском метрополитене сумели в подобной ситуации построить две станции, но это было в других геологических условиях), из-за чего, во избежание резкого ухудшения транспортной обстановки на Васильевском острове и острове Декабристов, которое, при отсутствии на островах других станций метро, неизбежно последовало бы после разрыва связи участка от «Беговой» до «Василеостровской» с остальной сетью Петербургского метрополитена, вопрос о начале строительства станции будет рассматриваться только после продления Правобережной линии до Васильевского острова либо после открытия первой очереди Кольцевой линии в 2045 году. Задел под пересадку со стороны действующей «Адмиралтейской» Фрунзенско-Приморской линии замурован мощной бетонной пробкой. В случае постройки станция будет располагаться выше станции «Адмиралтейская-1», параллельно ей, также, предположительно, имея с «Адмиралтейской» Фрунзенско-Приморской линии общий большой наклонный ход в связи с расположением. Для строительства станции колонного типа стены тоннеля должны были быть выполнены из специальных тюбингов, чего предусмотрено не было, поэтому вероятным вариантом типа постройки станции является пилонная.
Институтом «Ленметрогипротранс» предлагается, не прерывая движения поездов, построить над действующими тоннелями объединённую пересадочную двухсводчатую двухэтажную станцию на Невско-Василеостровской и Адмиралтейско-Охтинской линиях, однако опыта строительства станций в таких условиях в Петербурге нет. Первым в мире подобным прецедентом из станций глубокого заложения, построенных без остановки движения поездов и строительства обходных тоннелей, является станция «Тверская» Московского метрополитена.

## Станция в литературе
- Станция появляется в постапокалиптическом романе Шимуна Врочека «Питер». «Адмиралтейская-2» в нём не достроена окончательно и является станцией закрытого типа (а не односводчатого, как в проекте). Там же её глубина составляет 115 метров, что до открытия реальной станции «Хунъяньцунь» Чунцинского метрополитена (116 м) делало «Адмиралтейскую» самой глубокой станцией в мире.